# فیلیپ هنری دلاموته
فیلیپ هنری دلاموته (۲۱آوریل ۱۸۲۰- ۲۴ فوریه ۱۸۸۹) تصویرگر و عکاس انگلیسی است. روش عکاسی او کلودیون‌تر بود. او یکی از اولین عکاسان مستند دنیا است. عمده شهرت او به خاطر عکاسی سال ۱۸۵۴ از کریستال پالاس می‌باشد.

## نگارخانه

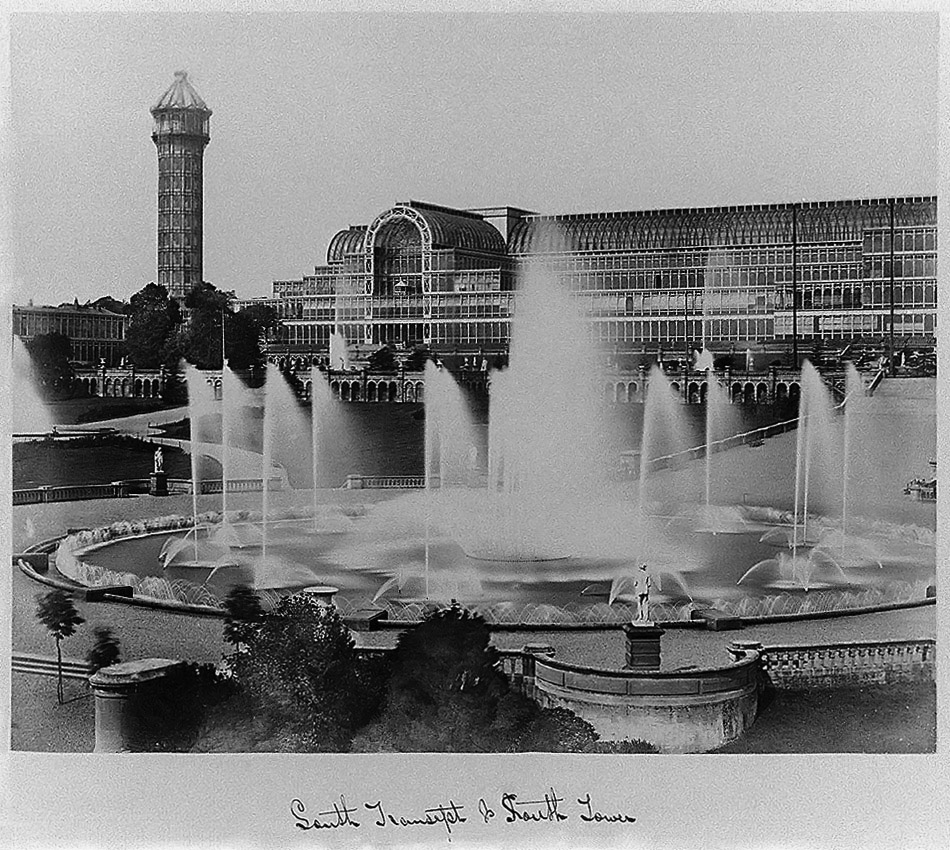
چشمه‌های میدان کریستال در سیدنهام
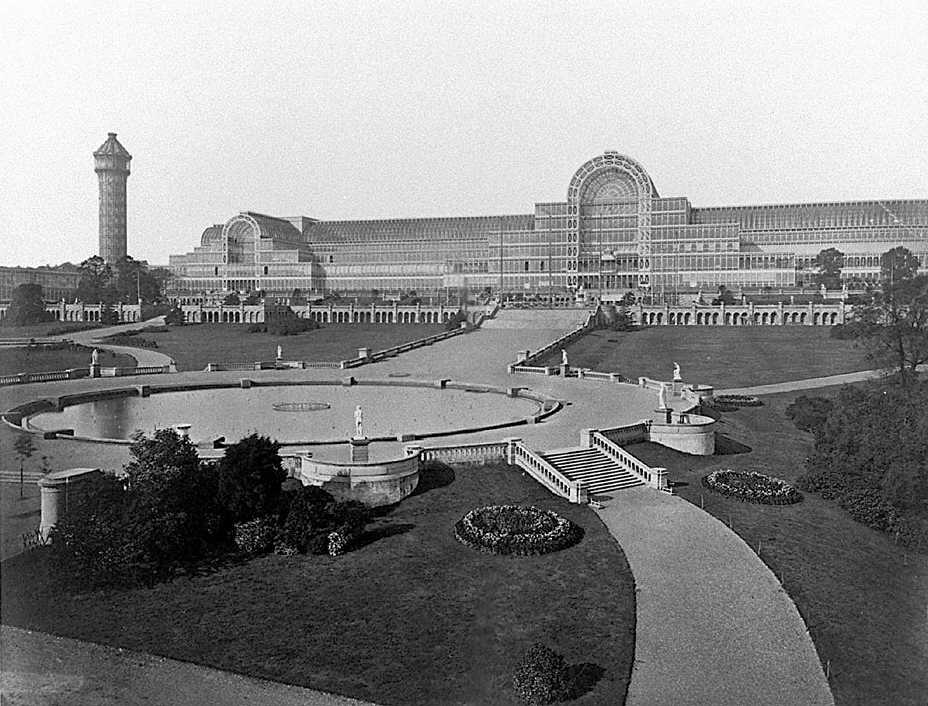
میدان کریستال در سیدنهام
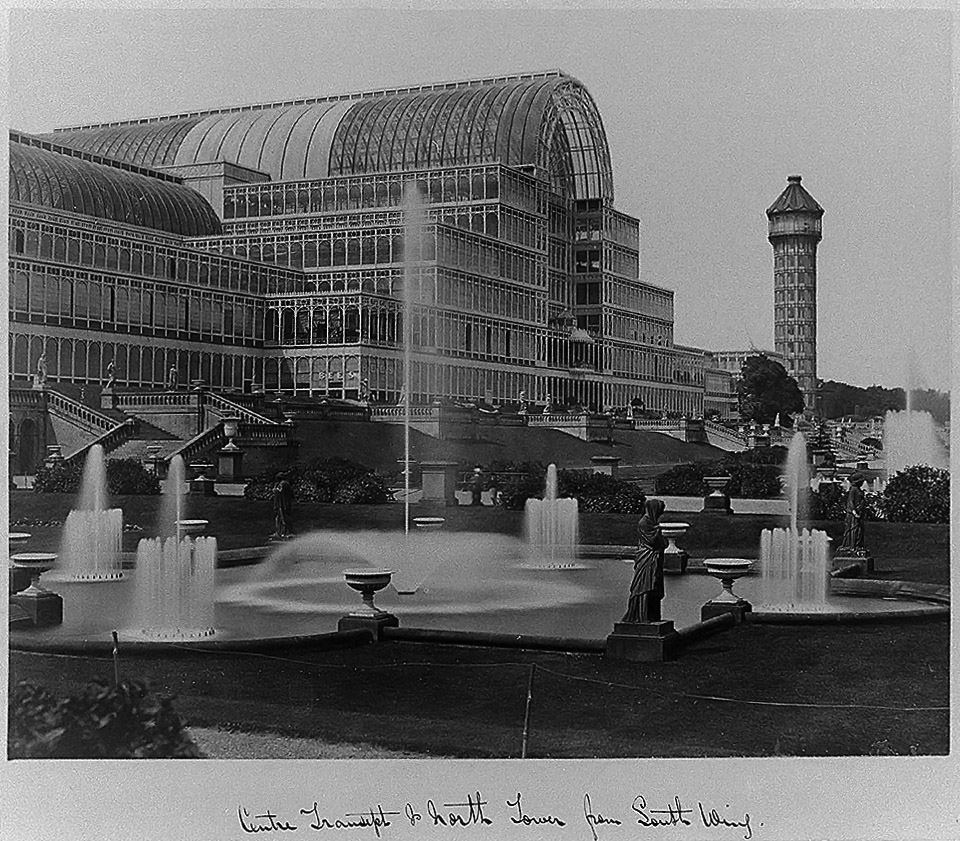
نمای نزدیک میدان کریستال در سیدنهام
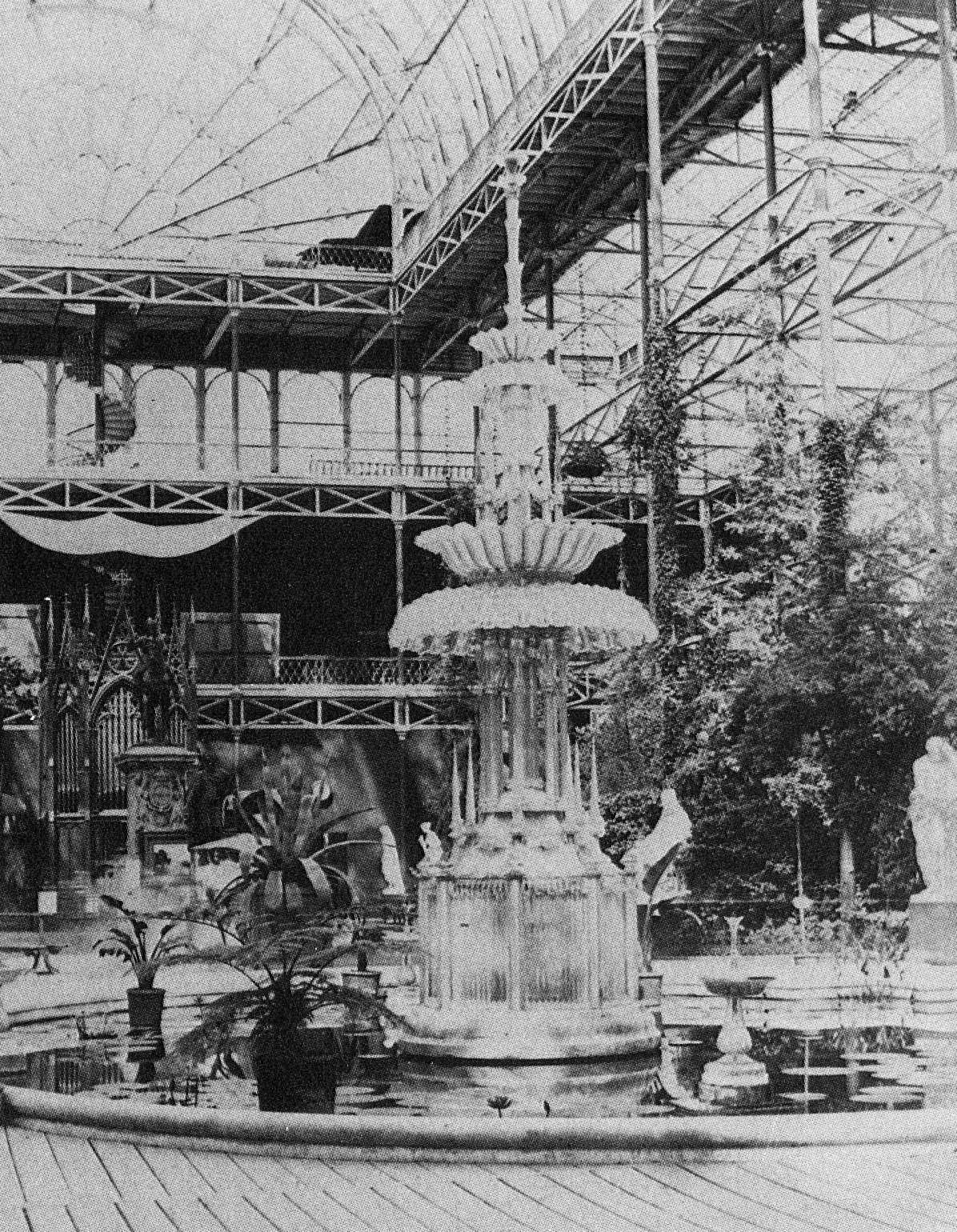
نمای داخلی میدان کریستال در سیدنهام